# 禁歌
禁歌，又稱音樂審查。這種審查可能源於各種各樣的動機，包括道德、政治、軍事或宗教的理由。常見手段為禁止媒體播出，與銷毀出版品。一般威權主義盛行的國家，民主程度越低，政府在音樂審查的程度越強。
中國共產黨及其領導的中華人民共和國政府因實行威權主義，與民主、批判獨裁、反共等相關的題材一律被禁，如六四歌曲、反送中歌曲等。近年，由於中國政府持續收緊言論自由，審查的力度及題材亦更見廣泛。
1989年中國大陸六四事件，大量境內外音樂被用作聲援民運，如《血染的風采》《自由花》《媽媽我沒有做錯》等，六四事件發生後至今，境外六四歌曲依然盛行，如《抗戰二十年》《民主會戰勝歸來》和《回憶有罪》等。此類歌曲在中國全數被禁。流行程度較高，對六四或中共僅有隱喻的歌曲，例如《家明》《睜開眼》《六月飛霜》《長城》等歌曲亦無一倖免。
自2012年習近平出任中共中央總書記執政以來，因政治尺度越見收窄，音樂審查更越來越嚴重。2021年起，更下令規範卡拉OK歌單，以防危害國家統一意識的歌曲在民間流傳。同年，馬來西亞歌手黃明志推出的《玻璃心》推出後，黃明志及其歌曲更被直接禁絕於中國市場。。除此以外当局也打压对持不同政见的音乐创作人的作品。
台灣白色恐怖時期，有許多名曲被列為禁歌。《媽媽請你也保重》是臺獨及黨外勢力的精神歌曲之一，被當時政府以在軍中想媽媽會「懷憂喪志」為主，被行政院新聞局列為禁歌。《何日君再來》被認為是期待共匪到來，《熱情的沙漠》曲中的「啊」被認為有性暗示，《橄欖樹》因為「主題意識」不明確，《美麗島》因為被指具有台獨意識，也被列入禁歌。。
在战后的德国和奥地利，包括《前进！前进！吹响嘹亮的号角》《霍斯特·威塞尔之歌》《党卫军在敌境前进》之内的多首与纳粹有关的歌曲，根據《德国刑法第86条第一款》等相應法令被列为禁歌，在公众场合演唱涉嫌使用非法组织符号罪。另外，因應恐怖組織伊斯蘭國崛起，其「國歌」《我的烏瑪，曙光已現》亦按照上述法令於德國被禁。
1991年苏联解体后，波罗的海三国爱沙尼亚、拉脱维亚和立陶宛宣布将《爱沙尼亚苏维埃社会主义共和国国歌》《拉脱维亚苏维埃社会主义共和国国歌》和《立陶宛苏维埃社会主义共和国国歌》列为禁歌，禁止在公共场合播放、传唱，因为这些歌曲象征着被苏联占领的历史。而在2014年克里米亚危机后，乌克兰也实行类似禁令，将《乌克兰苏维埃社会主义共和国国歌》列为禁歌。在香港，於2023年7月28日，法院頒布禁制令，禁止公開傳播含各音樂平台傳播願榮光歸香港這首歌曲。

## 相關
- 六四歌曲、願榮光歸香港
- 廣播電視歌曲輔導小組、臺灣禁歌列表

## 外部連結
- 禁歌、禁曲話白色恐怖 （页面存档备份，存于）